# 대한항공 보잉 747 연료유출 사고
대한항공 보잉 747 연료유출 사고는 2010년 11월 15일 시카고 오헤어 국제공항에서 인천국제공항으로 가던 대한항공 소속 보잉 747-400 여객기가 연료통에서 연료가 유출되는 사고가 발생하였지만, 인명 피해는 없었다.

## 같이 보기
- 대한항공의 사건 및 사고